# Klingenrücken
Ein Klingenrücken ist die gegenüberliegende Seite der Schneide bei einseitig geschliffenen Klingenwaffen. Bei Waffenbeschreibungen wird er als die rückwärtige Seite der Waffe bezeichnet.

## Formen
Es gibt verschiedene Formen des Klingenrückens. Sie sind wie folgt benannt:

Abgedachte Rücken

1. Flacher oder derber Rücken. Klingenrücken ist wie ein gleichschenkliges Dreieck geformt. Die Grundfläche muss dabei genauso lang sein, wie die Klinge dick ist.
2. Halber Rücken. Klingenrücken mit an beiden Klingenseiten gebrochener Kante.
3. Runder Rücken. Klingenrücken erscheint im Querschnitt der Klinge wie ein Halbkreis.
4. Gestreckter Rücken oder auch Steckrücken. Klingenrücken ist im Querschnitt rund, drei- oder vierkantig ausgeschmiedet.
5. Spitzer, abgedachter oder hoher Rücken. Klingenrücken ist im Querschnitt dachförmig ausgeschmiedet.
6. Hohler Rücken oder auch Hohlrücken. Klingenrücken ist der Länge nach konkav ausgehöhlt.
7. Doppelter Rücken oder auch Doppelrücken. Klingenrücken ist im Querschnitt T-förmig ausgeschmiedet. Diese Klingenrücken können auch abgedacht (siehe Nr. 5) sein.